# Leonardo Pais
Leonardo Javier Pais Corbo (Minas, Lavalleja, 7 de julio de 1994) es un futbolista uruguayo. Actualmente juega de mediocampista, Extremo o Media punta y milita en el Deportes Copiapó de la Primera División de Chile.

## Trayectoria
Debutó en Primera jugando para Defensor Sporting el 1 de diciembre de 2012, entró en el segundo tiempo para jugar contra Cerro Largo Fútbol Club, logrando su equipo una victoria por 1 a 0.

## Selección nacional
Ha sido internacional también con la selección de Uruguay participando en los sudamericanos sub-15, sub-17 y sub-20. Disputó la Copa Mundial de Fútbol Sub-17 de 2011 de la categoría. El 22 de junio de 2011, en el partido por la fase de grupos disputado ante la selección de fútbol sub-17 de Ruanda, marcaría el gol decisivo para su equipo dándole la victoria en el último minuto de juego y de esa manera sellando definitivamente la clasificación a los octavos de final de dicha competencia.

### Participaciones en Mundiales
| Competición                           | Posición   | Selección | País    | Año  |
| ------------------------------------- | ---------- | --------- | ------- | ---- |
| Copa Mundial de Fútbol Sub-17 de 2011 | Subcampeón | Uruguay   | México  | 2011 |
| Copa Mundial de Fútbol Sub-20 de 2013 | Subcampeón | Uruguay   | Turquía | 2013 |

### Participaciones en Sudamericanos
| Copa                        | Sede      | Resultado     |
| --------------------------- | --------- | ------------- |
| Sudamericano Sub-15 de 2009 | Bolivia   | Cuarto lugar  |
| Sudamericano Sub-17 de 2011 | Ecuador   | Subcampeón    |
| Sudamericano Sub-20 de 2013 | Argentina | Tercer puesto |

### Participaciones en los Juegos Panamericanos
| Juegos Panamericanos         | Sede   | Resultado         | Partidos | Goles |
| ---------------------------- | ------ | ----------------- | -------- | ----- |
| Juegos Panamericanos de 2011 | México | Medalla de Bronce | 3        | 0     |

## Clubes
| Club                   | País    | Año       |
| ---------------------- | ------- | --------- |
| Defensor Sporting      | Uruguay | 2012-2016 |
| Montevideo City Torque | Uruguay | 2016-2018 |
| FC Juárez              | México  | 2018      |
| Liverpool              | Uruguay | 2019      |
| Montevideo Wanderers   | Uruguay | 2020-2022 |
| Cruzeiro               | Brasil  | 2022      |
| Montevideo Wanderers   | Uruguay | 2023      |
| Deportes Copiapó       | Chile   | 2024-Act. |

## Palmarés

### Torneos nacionales
| Título            | Club                   | País    | Año  |
| ----------------- | ---------------------- | ------- | ---- |
| Torneo Clausura   | Defensor Sporting      | Uruguay | 2013 |
| Segunda División  | Montevideo City Torque | Uruguay | 2017 |
| Torneo Intermedio | Liverpool              | Uruguay | 2019 |
| Serie B           | Cruzeiro               | Brasil  | 2022 |

### Distinciones individuales
| Distinción                                                                          | Año  |
| ----------------------------------------------------------------------------------- | ---- |
| Jugador con más minutos en cancha del Campeonato Uruguayo divisional A (Premio AUF) | 2018 |